# Consejo para la Transparencia
El Consejo para la Transparencia es una corporación autónoma de derecho público, con personalidad jurídica y patrimonio propio. Fue creada mediante la Ley N.º 20.285, que versa sobre el acceso a la información pública y que fue promulgada el 11 de agosto de 2008. Fue publicada en el Diario Oficial el 20 de agosto del mismo año y entró en vigencia ocho meses después de su publicación,es decir, el 20 de abril de 2009. La dirección y administración superiores del Consejo corresponden a un Consejo Directivo.

## Funciones y atribuciones
Las funciones y atribuciones del Consejo son las siguientes:
- Fiscalizar el cumplimiento de las disposiciones de esta ley y aplicar las sanciones en caso de infracción a ellas.
- Resolver, fundadamente, los reclamos por denegación de acceso a la información que le sean formulados de conformidad a esta ley.
- Promover la transparencia de la función pública, la publicidad de la información de los órganos de la Administración del Estado, y el derecho de acceso a la información, por cualquier medio de publicación.
- Dictar instrucciones generales para el cumplimiento de la legislación sobre transparencia y acceso a la información por parte de los órganos de la Administración del Estado, y requerir a éstos para que ajusten sus procedimientos y sistemas de atención de público a dicha legislación.
- Formular recomendaciones a los órganos de la Administración del Estado tendientes a perfeccionar la transparencia de su gestión y a facilitar el acceso a la información que posean.
- Proponer al presidente de la República y al Congreso Nacional, en su caso, las normas, instructivos y demás perfeccionamientos normativos para asegurar la transparencia y el acceso a la información.
- Realizar, directamente o a través de terceros, actividades de capacitación de funcionarios públicos en materias de transparencia y acceso a la información.
- Realizar actividades de difusión e información al público, sobre las materias de su competencia.
- Efectuar estadísticas y reportes sobre transparencia y acceso a la información de los órganos de la Administración del Estado y sobre el cumplimiento de esta ley.
- Velar por la debida reserva de los datos e informaciones que conforme a la Constitución y a la ley tengan carácter secreto o reservado.
- Colaborar con y recibir cooperación de órganos públicos y personas jurídicas o naturales, nacionales o extranjeras, en el ámbito de su competencia.
- Celebrar los demás actos y contratos necesarios para el cumplimiento de sus funciones.
- Velar por el adecuado cumplimiento de la ley N.° 19.628, sobre protección de datos de carácter personal, por parte de los órganos de la Administración del Estado.

Para el ejercicio de sus atribuciones, el Consejo puede solicitar la colaboración de los distintos órganos del Estado. Puede, asimismo, recibir todos los testimonios y obtener todas las informaciones y documentos necesarios para el examen de las situaciones comprendidas en el ámbito de su competencia.
Igualmente, para el cumplimiento de sus fines, el Consejo puede celebrar convenios con instituciones o corporaciones sin fines de lucro, para que éstas presten la asistencia profesional necesaria para ello. 

## Organización

### Consejo Directivo
La dirección y administración superiores del Consejo corresponden a un Consejo Directivo integrado por cuatro consejeros designados por el Presidente de la República, previo acuerdo del Senado, adoptado por los dos tercios de sus miembros en ejercicio. El Presidente ha de efectuar la proposición en un solo acto y el Senado debe pronunciarse respecto de la propuesta como una unidad. Los consejeros duran seis años en sus cargos pudiendo ser designados sólo para un nuevo período. Se renuevan por parcialidades de tres años.
No pueden ser designados consejeros los diputados y los senadores, los miembros del Tribunal Constitucional, los Ministros de la Corte Suprema, consejeros del Banco Central, el Fiscal Nacional del Ministerio Público, ni las personas que conforman el alto mando de las Fuerzas Armadas y de las Fuerzas de Orden y Seguridad Pública.
Los cargos de consejeros son incompatibles con los de ministros de Estado, subsecretarios, intendentes y gobernadores; alcaldes y concejales; consejeros regionales; miembros del Escalafón Primario del Poder Judicial; secretario y relator del Tribunal Constitucional; fiscales del Ministerio Público; miembros del Tribunal Calificador de Elecciones y su secretario-relator; miembros de los tribunales electorales regionales, sus suplentes y sus secretarios-relatores; miembros de los demás tribunales creados por ley; funcionarios de la Administración del Estado, y miembros de los órganos de dirección de los partidos políticos.
Los consejeros son removidos por la Corte Suprema, a requerimiento del Presidente de la República, de la Cámara de Diputados mediante acuerdo adoptado por simple mayoría, o a petición de diez diputados, por incapacidad, mal comportamiento o negligencia manifiesta en el ejercicio de sus funciones. La Corte Suprema conoce del asunto en pleno especialmente convocado al efecto y para acordar la remoción debe reunir el voto conforme de la mayoría de sus miembros en ejercicio.
El Consejo Directivo elige de entre sus miembros a su Presidente; para el caso de que no haya acuerdo, la designación del Presidente se hace por sorteo. La presidencia del Consejo es rotativa. El Presidente dura dieciocho meses en el ejercicio de sus funciones, y no puede ser reelegido por el resto de su actual período como consejero. 
El Consejo Directivo adopta sus decisiones por la mayoría de sus miembros y, en caso de empate, resuelve su Presidente. El quórum mínimo para sesionar es de tres consejeros.

### Consejeros
Los actuales consejeros del CPLT son los siguientes:
- Bernardo Navarrete Yáñez[6]
- Natalia González Bañados (Presidente)[7][8]
- Roberto Munita Morgan[7][9]
- María Jaraquemada Hederra[7][9]

### Director del Consejo
El Director del Consejo es su representante legal, y le corresponden especialmente las siguientes funciones:
- Cumplir y hacer cumplir los acuerdos del Consejo Directivo.
- Planificar, organizar, dirigir y coordinar el funcionamiento del Consejo, de conformidad con las directrices que defina el Consejo Directivo.
- Dictar los reglamentos internos necesarios para el buen funcionamiento del Consejo, previo acuerdo del Consejo Directivo.
- Contratar al personal del Consejo y poner término a sus servicios, de conformidad a la ley.
- Ejecutar los demás actos y celebrar las convenciones necesarias para el cumplimiento de los fines del Consejo.
- Delegar atribuciones o facultades específicas en funcionarios del Consejo.
- Ejercer las demás funciones que le sean delegadas por el Consejo Directivo.

El director general (s) es David Ibaceta Medina.

### Personal del Consejo
El personal que presta servicios en el Consejo se rige por el Código del Trabajo. Sin perjuicio de ello, se le aplica a este personal las normas de probidad establecidas en la ley sobre Probidad en la Función Pública y Prevención de los Conflictos de Intereses y las disposiciones del Título III de la ley N°18.575, orgánica constitucional de Bases Generales de la Administración del Estado, debiendo dejarse constancia en los contratos respectivos de una cláusula que así lo disponga.
Las personas que desempeñen funciones directivas en el Consejo deben ser seleccionadas mediante concurso público efectuado por el Servicio Civil, de conformidad con las normas que regulan los procesos de selección de la Alta Dirección Pública sobre la base de una terna conformada por el Consejo de esa Alta Dirección.

## Controversias

### Denuncias contra exconsejero Marcelo Drago por falta de probidad, falsificación de instrumento público y tráfico de influencias
Desde octubre de 2019, el Consejo para la Transparencia –que vigila las buenas prácticas de las instituciones del Estado– se ha visto envuelto en una serie de irregularidades, que lo han tenido bajo investigación de la Contraloría por faltas a la probidad, y del Ministerio Público, tras una denuncia por prevaricación, debido a las omisiones de acuerdos del consejo directivo en las actas del organismo. Fuentes del CPTL revelaron que una buena cantidad de antecedentes apuntaban a la responsabilidad de su expresidente, Marcelo Drago, pero que antes de serle comunicado un sumario en su contra, el exconsejero renunció a la entidad, desactivando la investigación. Sin embargo, esta situación no extinguió la polémica en torno suyo, pues tras la renuncia, el abogado se incorporó a trabajar en Magliona Abogados, el estudio que se dedica a hacer lobby en favor del gigante tecnológico Google, debido a la preocupación de la poderosa compañía por la posibilidad de que se apruebe el proyecto de Ley de Datos Personales, derechos cuyo cumplimiento es de responsabilidad precisamente del Consejo para la Transparencia.
Entre los delitos que se le imputan a Drago, se incluyen faltas de mal uso de recusos públicos, como el auto fiscal.   Se constató que el vehículo institucional placa patente HSXX74-2, era utilizado para transportar al expresidente del Consejo para la Transparencia a su domicilio particular (Marcelo Drago), de acuerdo a los registros contenidos en la bitácora del móvil, respecto de lo cual debe indicarse que ni el presidente del Consejo ni su director general están incluidos en la enumeración de autoridades a las que, de acuerdo al artículo 10, en relación con el artículo 3°, ambos del decreto ley N°799, de 1974, sobre Uso y Circulación de Vehículos Estatales, se les puede asignar un vehículo fiscal sin restricciones. En relación con este asunto, ese organismo deberá ajustarse en lo sucesivo a lo dispuesto en el citado decreto ley, y a las instrucciones impartidas sobre la materia por esta Entidad Contralora, a través del oficio circular N° 35.593, de 1995, ejerciendo controles periódicos para verificar que el vehículo fiscal de la entidad sea utilizado en los fines generales de la institución y para el desempeño de las funciones propias de sus funcionarios y directivos.

#### Cambios al Gobierno Corporativo
A partir del estallido social de octubre de 2019 el Consejo para la Transparencia inició un proceso de revisión de sus acciones y procesos con el fin dar una mejor respuesta como organismo a las demandas ciudadanas en este nuevo escenario político-social, tras identificar que la corrupción y la falta de transparencia, eran parte de las problemáticas que derivaron en los movimientos ciudadanos de protesta. La propuesta se trabajó a partir de distintos ejes, vinculados a los principios de transparencia, probidad y equidad, sugiriendo una serie de cambios relacionados con el orden y procesos internos –desde nuevas formas de control y comunicación de los acuerdos del consejo directivo hasta innovaciones en rendición de cuentas de distintas instancias del CPLT, formando un comité de fortalecimiento institucional.
Asimismo, desde el CPLT se inició un trabajo vinculado a cambios en el Gobierno Corporativo, con el objetivo de perfeccionar la administración de la institución y hacer frente a ciertas brechas existentes en la institucionalidad que se detectaron posteriormente. Entre ellas destacan la dedicación exclusiva de sus consejeros, además de la necesidad de establecer un régimen de incompatibilidades para los integrantes del consejo directivo, entre otras, cuestiones que se presentaron en el marco de la agenda de transparencia y probidad, al titular de la Secretaría General de la Presidencia (SEGPRES) y con ello acelerar modificaciones en estas y otras materias asociadas al funcionamiento del CPLT.